# Belastingadviseur
Een belastingadviseur of fiscalist is een deskundige op het gebied van belastingen, die mensen en bedrijven adviseert met betrekking tot belastingen, en in veel gevallen ook hun belastingaangiften verzorgt. In het uiterste geval staat hij zijn klanten ook terzijde bij procedures voor de belastingkamer van de rechtbank, het Gerechtshof, de Hoge Raad der Nederlanden of het Hof van Justitie van de Europese Unie in Luxemburg.
Belastingadviseurs hebben meestal een fiscaal-juridische of fiscaal-economische opleiding en werken veelal nauw samen met accountants of advocaten.

## Nederland
In Nederland is de belastingadviseur in tegenstelling tot de advocaat geen beschermd beroep. Iedereen kan bij wijze van spreken een belastingadviespraktijk beginnen. Belastingadviseurs zijn vaak in dienst van of (mede-)eigenaar van een accountantskantoor. Veel adviseurs zijn lid van een beroepsorganisatie voor belastingadviseurs.
De enige beroeps- of brancheorganisaties voor belastingadviseurs die eisen stellen aan kwaliteit (vooropleiding, toelatingseisen en permanente educatie), hun leden onderwerpen aan gedrags- en beroepsregels én hun leden onder tucht- en klachtrecht laten vallen zijn:
- Register Belastingadviseurs
- Nederlandse Orde van Belastingadviseurs (NOB)
- Nederlandse Orde van Administratie- en Belastingdeskundigen (NOAB)

### Becon en Beconoverleg
Belastingadviseurs en administratiekantoren kunnen zich als intermediair inschrijven bij de belastingdienst en ontvangen dan een beconnummer. Met deze registratie kan gebruik worden gemaakt van gecentraliseerde uitwisseling van gegevens en het collectief verzoeken voor uitstel voor het indienen van aangiften.
RB, NOB en NOAB zijn, samen met de NBA (Koninklijke Nederlandse Beroepsorganisatie van Accountants) en SRA (Samenwerkende Registeraccountants en Accountants-administratieconsulenten), de koepelorganisaties die in het zogenoemde Beconoverleg periodiek overleg plegen met de Belastingdienst over operationele en strategische zaken.

### Ontstaansgeschiedenis van het beroep van belastingadviseur 1916 - 1931
Als gevolg van de Eerste Wereldoorlog (1914-1918) liepen de tekorten van overheid flink op, al bleef Nederland neutraal. 

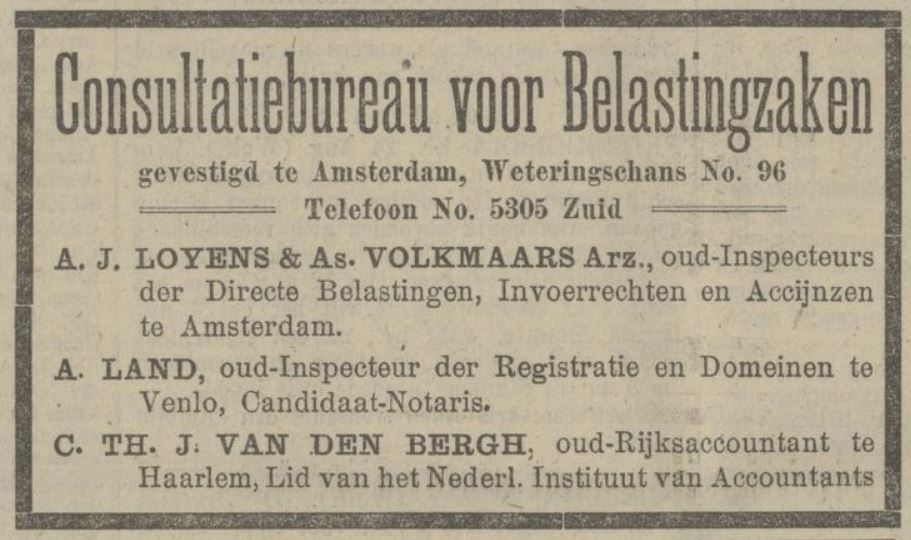
De oudste advertentie voor een belastingadvieskantoor, Algemeen Handelsblad 24 augustus 1919. Veel belastingconsulenten van het eerste uur waren voormalige medewerkers van de Belastingdienst.

 Om die tekorten te bestrijden werden in 1916 tal van belastingen verhoogd zoals bijvoorbeeld de inkomstenbelasting en vermogensbelasting middels de Verdedigingsbelasting I en de Verdedigingsbelasting II. Ook kwam er een eerste vorm van vennootschapsbelasting voor rechtspersonen onder de benaming Oorlogswinstbelasting. Het gevolg van die belastingverhogingen en nieuwe belastingen was dat bij belastingbetalers, zowel particulieren en bedrijven, de behoefte ontstond aan fiscaal advies en professionele ondersteuning bij aangiften.
Zo ontstond eind jaren tien het beroep van belastingconsulent. De primeur kan toegeschreven worden aan A.J. Loyens, die als belastinginspecteur ontslag nam en zich per 1 februari 1917 als eerste voltijds belastingconsulent vestigde te Amsterdam. Veel belastingconsulenten van het eerste uur waren voormalige inspecteurs der directe belastingen. Naast deze voormalige inspecteurs waren het vooral accountants die zich in belastingen gingen specialiseren.

In 1925 werd de Vereeniging voor Belastingwetenschap opgericht. Deze vereniging, die nog steeds bestaat, had veel invloed op de ontwikkeling van het beroep. 

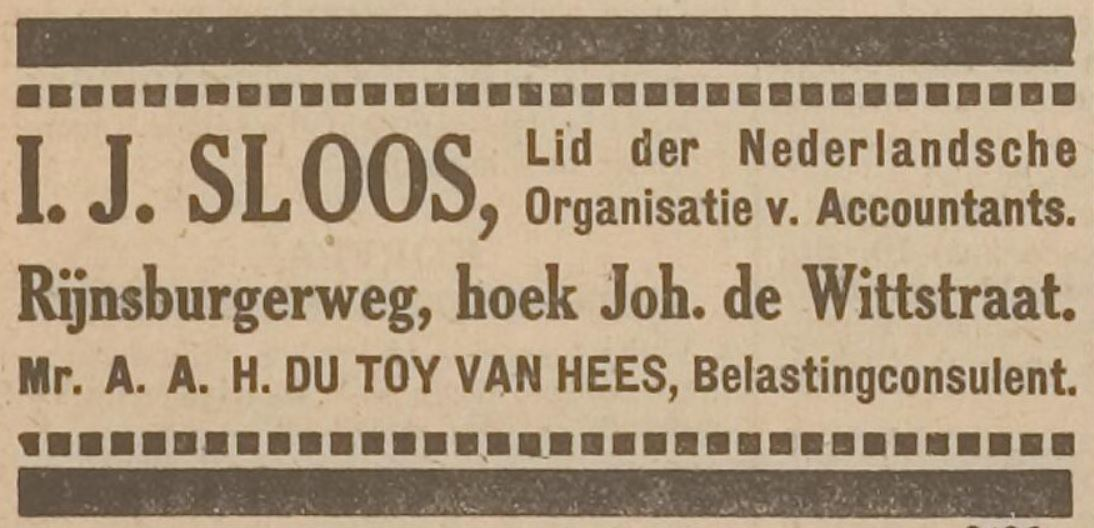
Advertentie uit het Leidsch Dagblad, 2 juli 1928, van de aanstaande 1e voorzitter van de Raad van Toezicht tevens de aanstaande 2e bestuursvoorzitter van de Bond van Belastingconsulenten mr. A.A.H. du Toy van Hees, 3 jaar vóór de oprichting van de Bond.

Als gevolg van de sterke ongecontroleerde groei van het beroep werd in 1928 een ‘Staatscommissie Bijleveld’ ingesteld die zich ging buigen over een wettelijke regulering van het beroep van belastingconsulent. Het door deze commissie in 1930 uitgebrachte rapport leidde tot de oprichting van een curatorium dat de conclusies van het rapport moest gaan uitvoeren. Het curatorium, eind 1930 gevormd, kwam onder voorzitterschap van dr. A. Fockema Andreae, raadsheer in het Gerechtshof te Arnhem. A.J. Loyens, belastingconsulent van het eerste uur, was ook lid van dit curatorium. Het curatorium beoogde om belastingconsulenten die voldeden aan eisen van wetenschappelijke bekwaamheid en moraliteit te “admitteren als belastingconsulenten met den titel van Geadmitteerd Belastingconsulent”. De leden zouden tevens onderworpen zijn aan tuchtrecht. De doelstelling van het curatorium, een wettelijke regulering van het beroep en een bescherming van de titel, heeft de eindstreep nooit gehaald.
In 1930 berichtten verschillende media ook over de plannen om te komen tot een landelijke Vereniging van Belastingconsulenten. Dit leidde tot enthousiaste reacties uit heel Nederland. Belangstellenden die, zo werd expliciet gemeld, geen lid waren van de Nederlandsche Vereeniging van Accountants, konden zich wenden tot het Voorlopig Comité van Belastingconsulenten. Dit Voorlopig Comité van Belastingconsulenten heeft echter niet tot oprichting van een landelijke Vereniging van Belastingconsulenten geleid. Maart het maakte wel wat los in deze jonge beroepsgroep. Eigenaar en docenten van het in Leiden gevestigde Instituut voor Handelswetenschappen richten op 12 maart 1931 de echte eerste beroepsvereniging voor belastingadviseurs op, de Bond van Belastingconsulenten, het latere Register Belastingadviseurs.

## Fiscalist
Alhoewel de term belastingadviseur en fiscalist vaak hand in hand gaan is het belangrijk om te weten dat er een verschil tussen de twee is. De term belastingadviseur kan worden gebruikt door iedereen die belastingadvies geeft, het is namelijk geen beschermde titel. De titel fiscalist kan echter alleen worden gebruikt door een belastingadviseur die zich hoog heeft opgeleid, dit is dan ook een beschermde titel die alleen kan worden gebruikt na het afronden van de opleiding Rechten met een specialisatie in fiscaal recht.

## Onderwijs
Belastingadviseurs worden op verschillende niveaus opgeleid:
- Hbo: fiscaal recht en economie, accountancy en bedrijfseconomie
- Wo: fiscale economie, fiscaal recht, accountancy en bedrijfseconomie

Na het voltooien van hbo en/of wo kan een beroepsgerichte opleiding gevolgd worden op post-hbo-niveau. Ze worden aangeboden door de beroepsverenigingen RB en NOB.

## België
In België is het beroep van belastingadviseur wettelijk gereglementeerd. De organisatie van en het toezicht op de gereglementeerde toelatingsvoorwaarden en de uitoefening van het beroep van belastingconsulent gebeurt er door het Instituut van de Accountants en de Belastingconsulenten.

## Verenigde Staten van Amerika
In de Verenigde Staten bestaat er geen apart beroep van belastingadviseurs zoals dit in Nederland met beroepsverenigingen en certificeringen het geval is. De Accountant vervult meestal deze rol. Er is wel, via de federale belastingdienst (Internal Revenue Service / IRS), een accreditatie, die van Enrolled Agent, beschikbaar die toegankelijk is na het behalen van een examen. Deze enrolled agents hebben dezelfde rechten en plichten als accountants wat betreft belastingadvies en -aangiften.